# Криптоним
Криптоним — подпись под произведением вместо имени автора, не предполагающая возможности отождествить её с тем или иным конкретным лицом; иными словами — имя, рассчитанное на то, чтобы скрыть подлинного автора произведения.
Криптонимом обычно пользуются при обнародовании рискованных в том или ином отношении произведений («Роман с кокаином» М. Агеева, «История О» Полины Реаж) и/или в тех случаях, когда эти произведения в том или ином отношении отличаются от той творческой деятельности, с которой уже прочно связано подлинное имя автора (криптоним Б. Акунин, взятый известным филологом-японистом и переводчиком Григорием Чхартишвили для публикации его детективных романов). В случае успеха криптонимы зачастую раскрываются и превращаются в обычные псевдонимы или гетеронимы.